# HMS Hermes (95)
A brit HMS Hermes volt a világon az első, eleve repülőgép-hordozónak tervezett egység. Továbbá azzal a kétes dicsőséggel is rendelkezik, hogy az első, repülőgép-hordozókról indított légitámadás által elsüllyesztett hordozónak tekinthető.

## Dizájn
A hajót 1917 júniusában rendelték meg, építése 1918. január 15-én vette kezdetét a Sir W G Armstrong Whitworth & Co Ltd hajógyárban, 1919. szeptember 11-én bocsátották vízre, szolgálatba azonban csak 1924. február 19-én állt. Az 1918-as fegyverszünetet követően az HMS Argus és az HMS Eagle repülőgép-hordozókkal kapcsolatban szerzett tapasztalatok felhasználásával terveit alaposan átdolgozták. A hajótest felépítése és a páncélzatának elrendezése alapvetően a Hawkins osztályú nehézcirkálókét követte. A repülőgép hangár hosszú és keskeny kialakítású volt, hossza 121.9 m, szélessége 15.2 m, magassága 4.9 m volt. A két felvonó típusa megegyezett az HMS Eagle-en használtakkal. Az HMS Hermes jó tengerálló képességgel bírt, azonban voltak kisebb stabilitási problémái. A hajó maximum 20 repülőgép üzemeltetésére volt alkalmas.

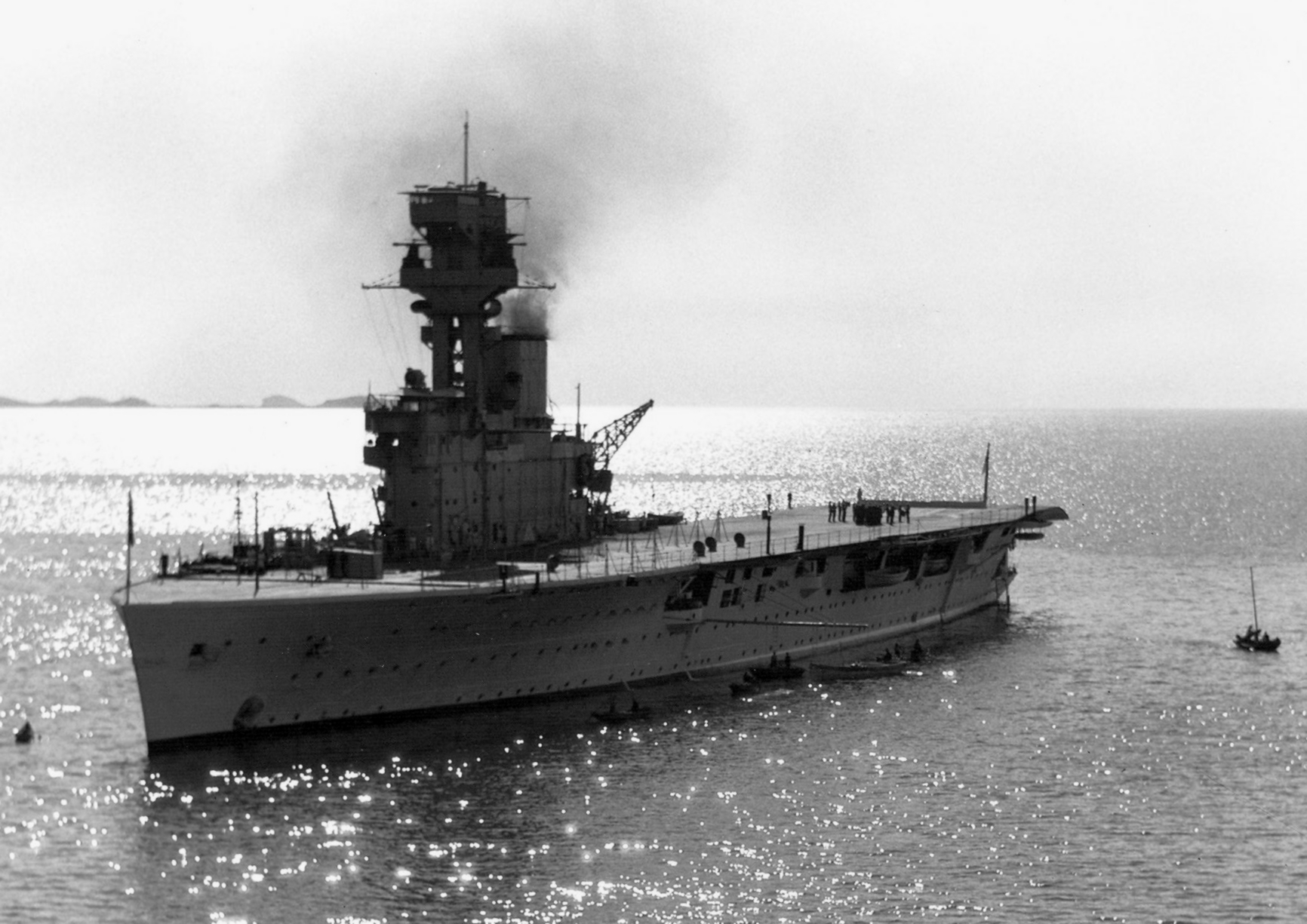
Az HMS Hermes brit repülőgép-hordozó 1931-ben, Kínában.
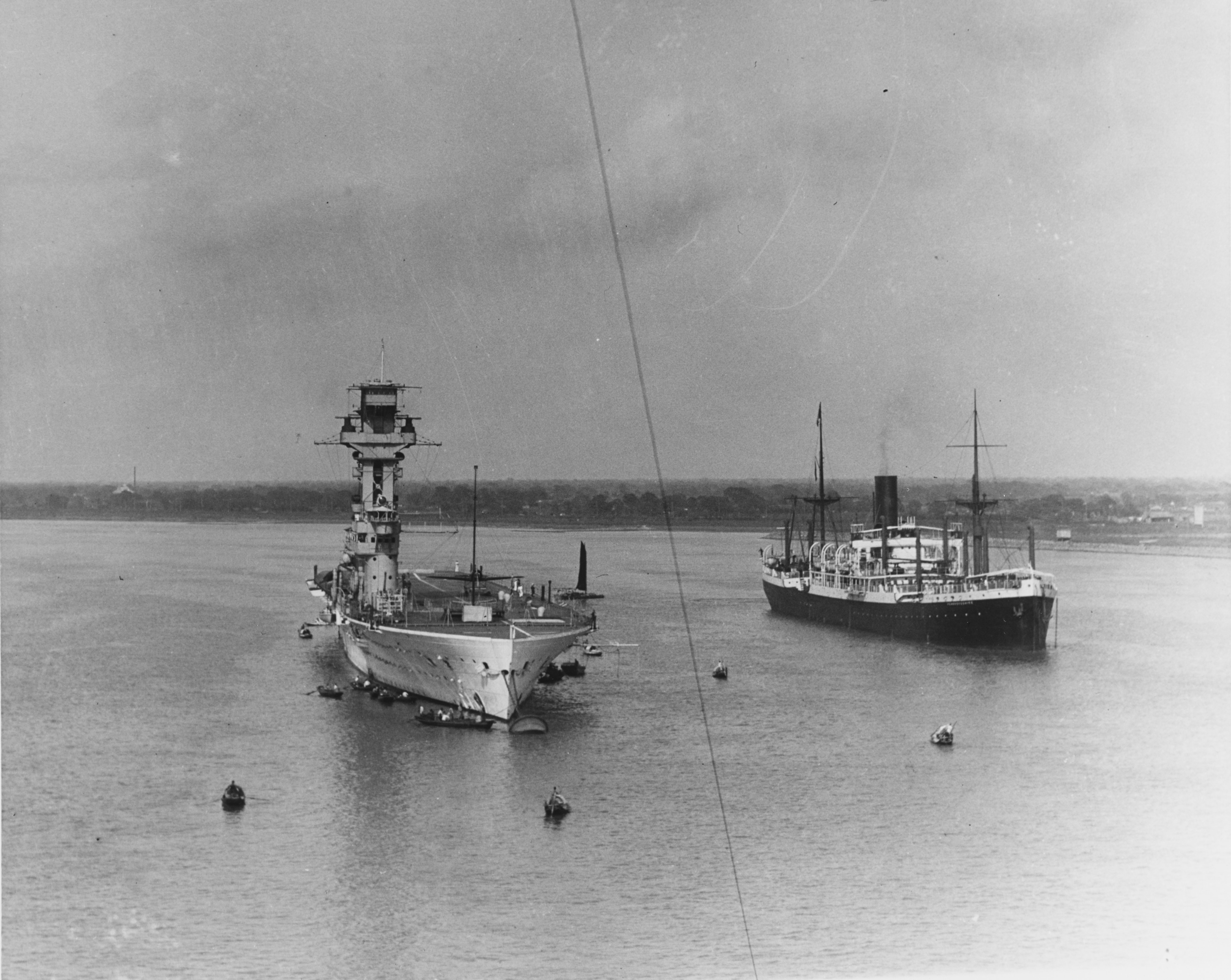
Az HMS Hermes brit repülőgép-hordozó a Jangcén, Kínában
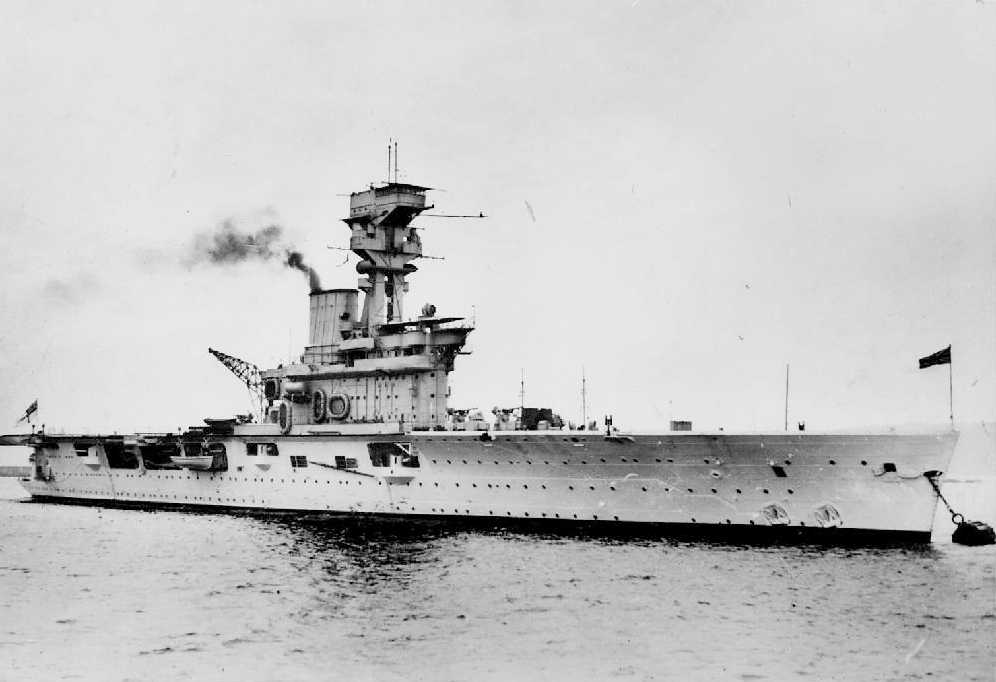
Az HMS Hermes brit repülőgép-hordozó 1934-ben.
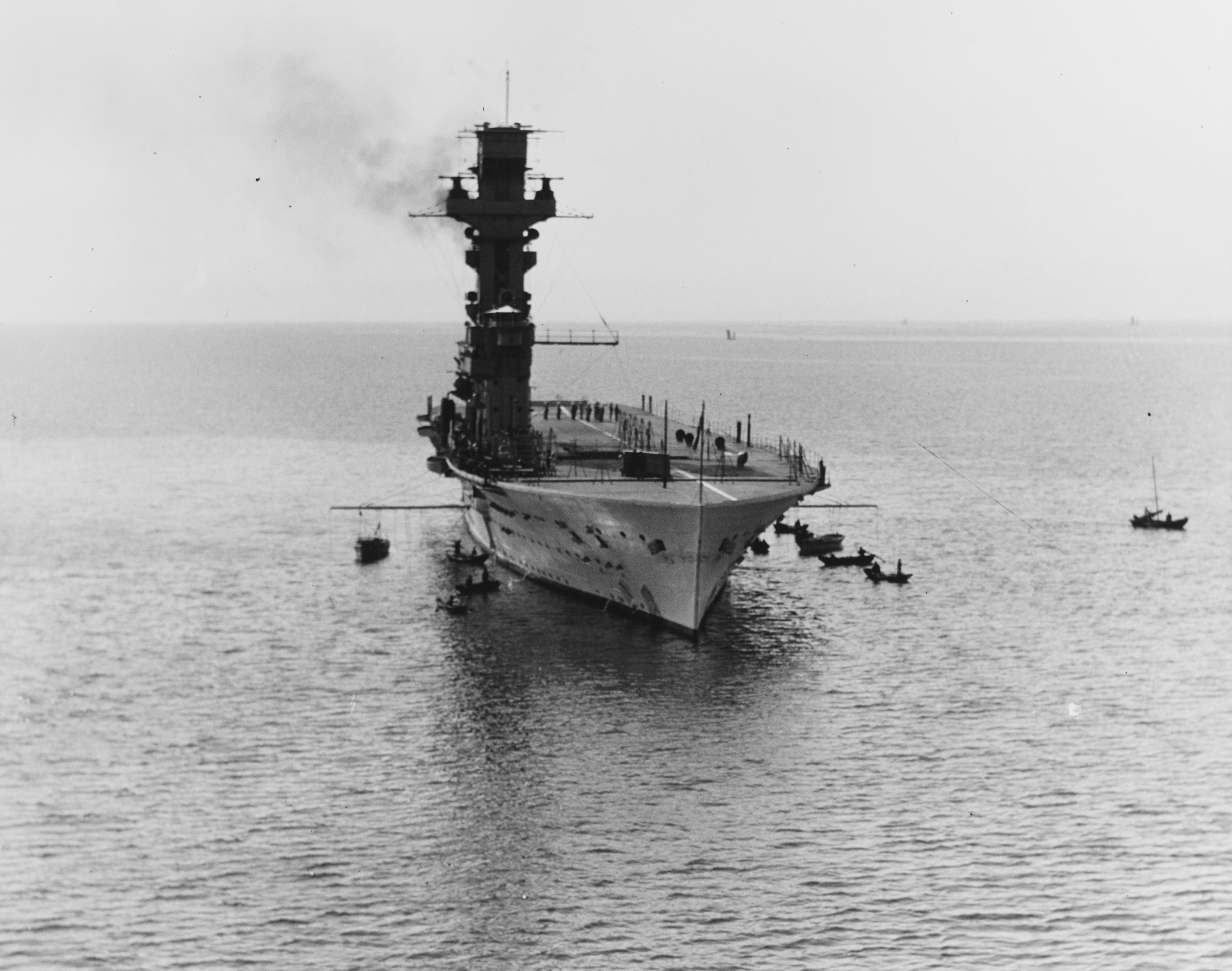
Az HMS Hermes brit repülőgép-hordozó 1931-ben, Kínában.
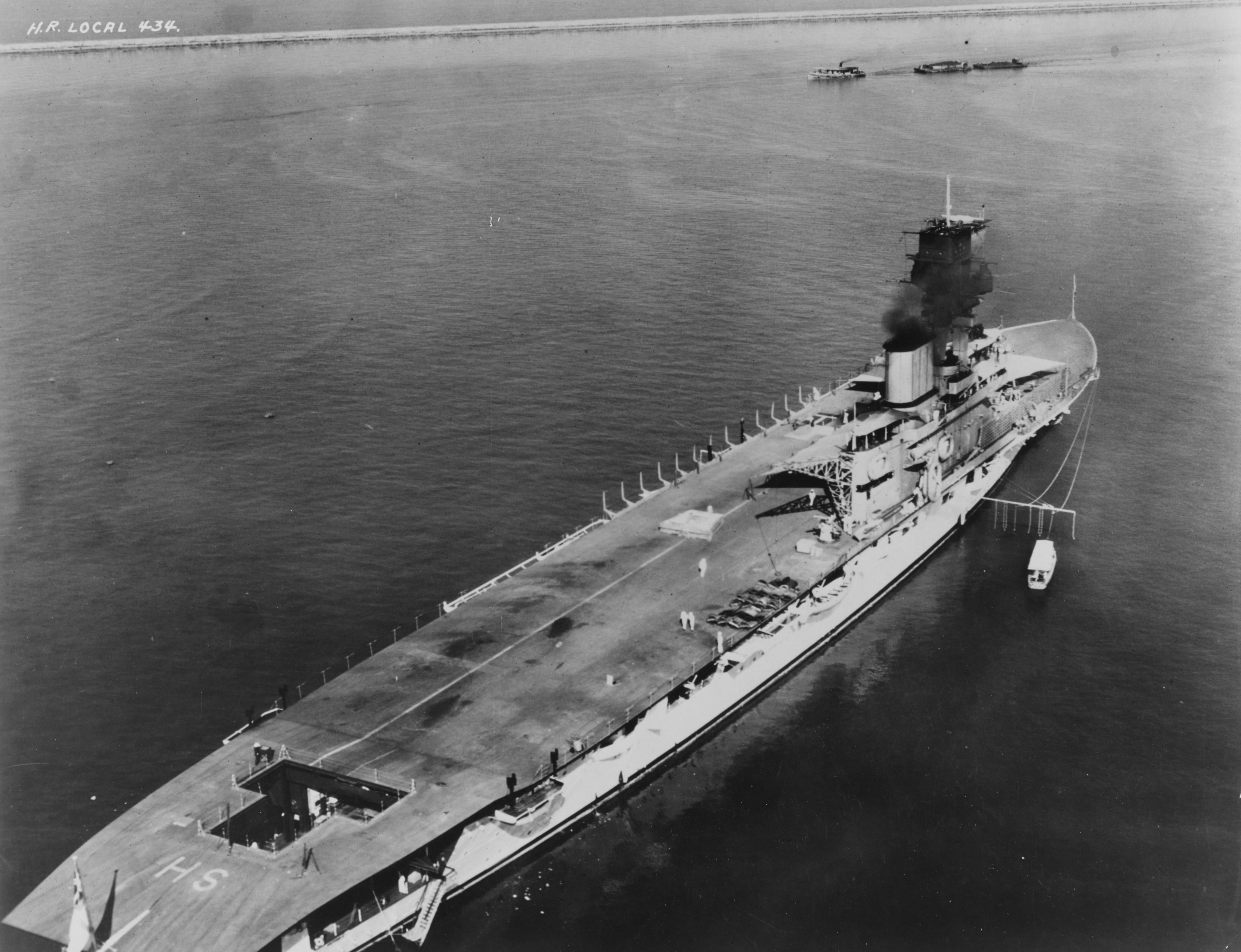
Az HMS Hermes a Szuezi-csatornán.
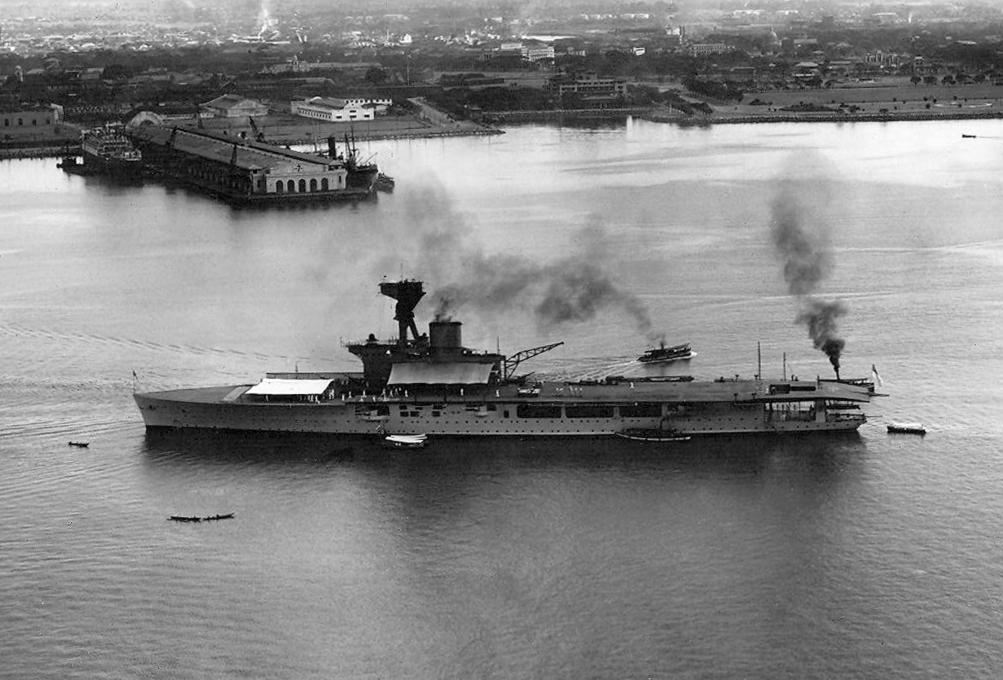
Az HMS Hermes brit repülőgép-hordozó 1924-ben, Pearl Harbor-ban.
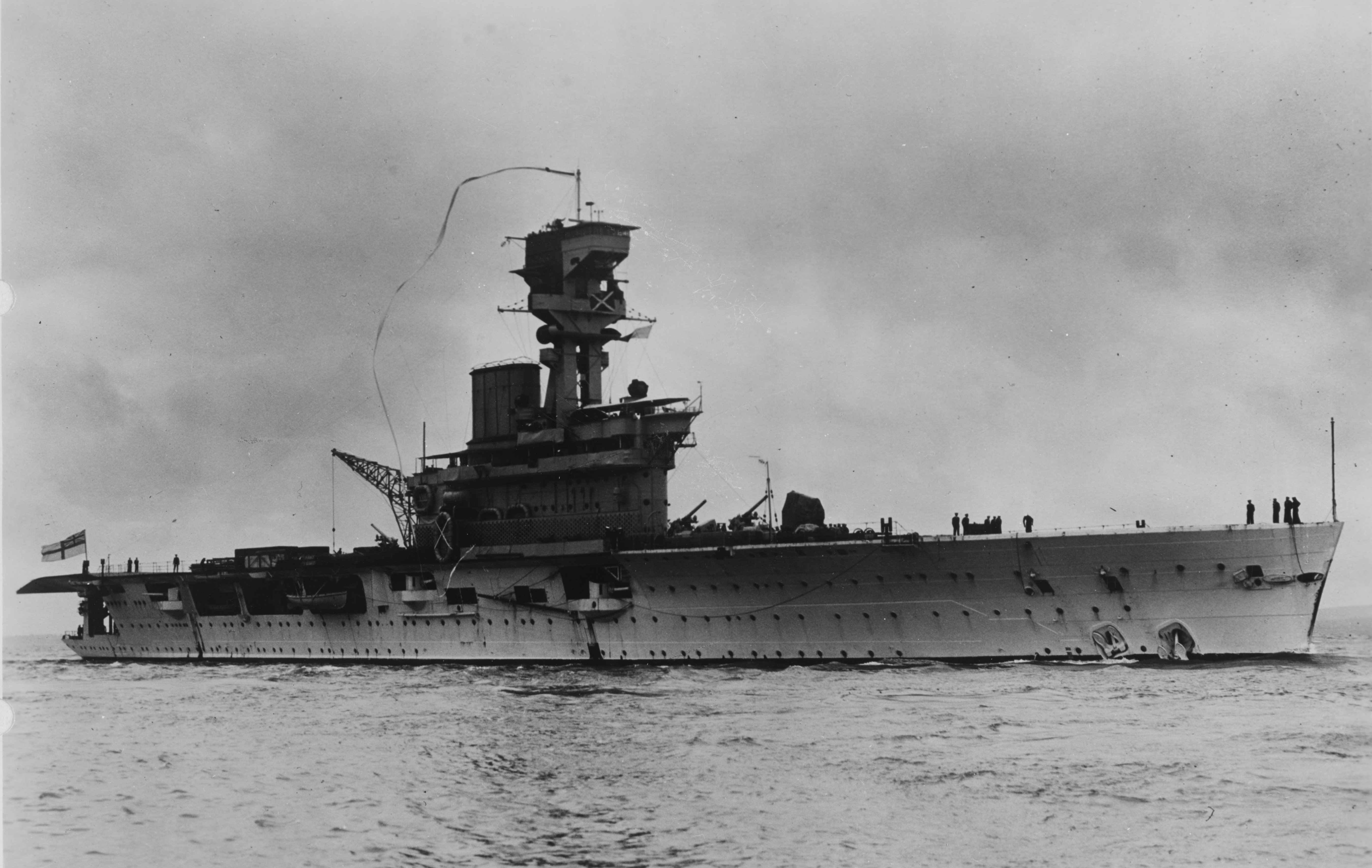
Az HMS Hermes brit repülőgép-hordozó.
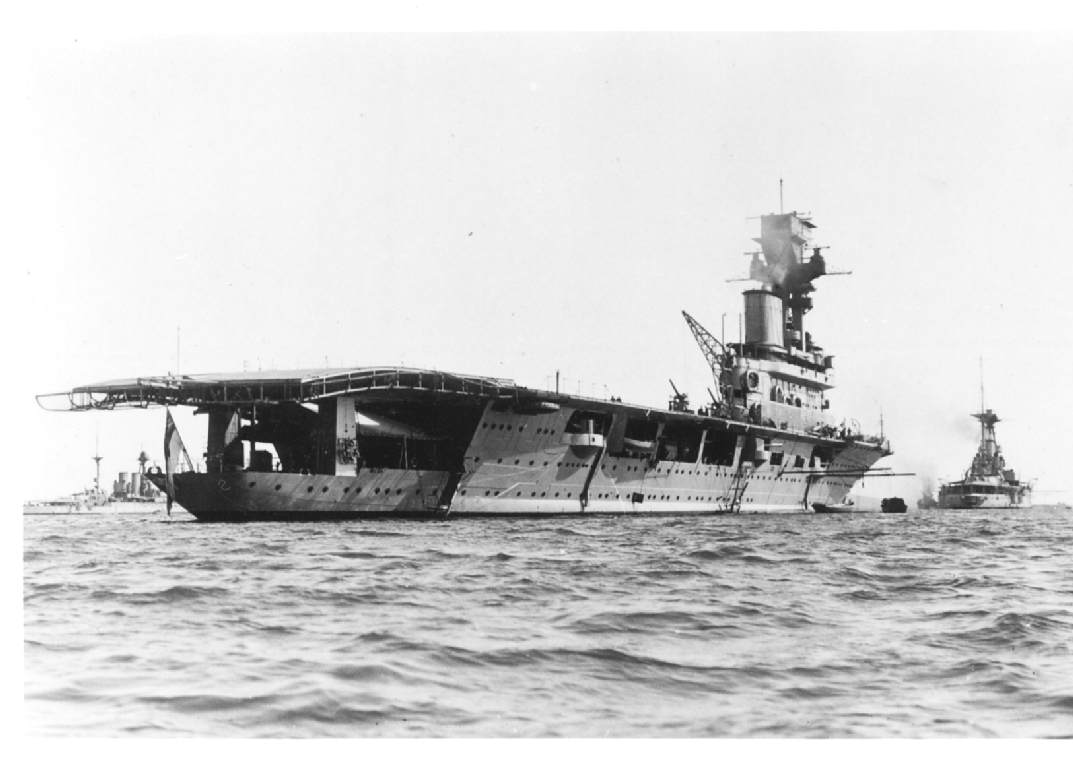
Az HMS Hermes repülőgép-hordozó 1934-ben, két brit csatahajó társaságában.

### Hajtómű
Az HMS Hermes 2 Parson gőzturbinával és 6 Yarrow kazánnal rendelkezett. A hajtómű teljesítménye 40 000 LE, a maximális sebesség 25 csomó (46 km/h). az üzemanyag 2000 t nyersolaj. A hajó hatótávolsága 5600 tengeri mérföld volt, 10 csomós sebesség mellett.

### Fegyverzet
Az HMS Hermes fő tüzérségi fegyverzete 6 db (6 x 1) 140 mm L/50 BL Mk I ágyúból állt, a hajó két oldalán 3-3 darab egyesével került beépítésre. A 140 mm-es ágyúkat 76 mm páncélzatú lövegpajzs oltalmazta, feladatuk az ellenséges közepes (cirkálók) és könnyű (rombolók, torpedónaszádok) egységek távoltartása, leküzdése volt. A 6330 kg tömegű, 6.985 m csőhosszúságú ágyúk 37.19 kg tömegű lövedékeket használtak, tűzgyorsaságuk 12 lövés/perc. A nehéz légvédelmi fegyverzet előbb 3, majd 1927-től 2 db 102 mm L/45 QF Mk V ágyúból állt. A könnyű légvédelmi fegyverzetet 1941-től 4 db (1 x 4) 40 mm L/39 2pdr QF Mk VIII gépágyú és 5 db (5 x 1) 20 mm L/70 Oerlikon Mk II/IV gépágyú alkotta.

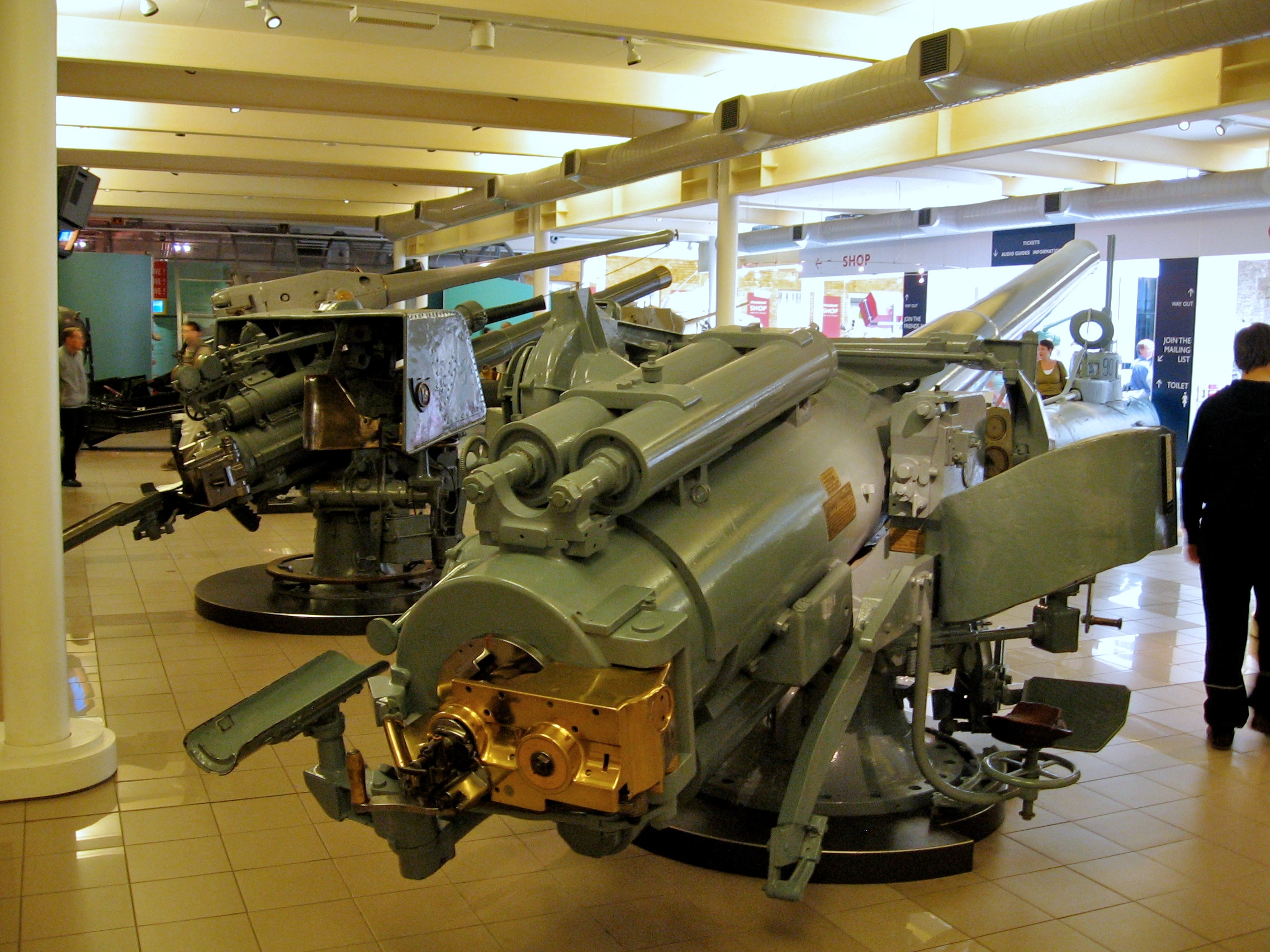
A 140 mm L/50 BL Mk I ágyú. Hat ilyen löveg alkotta az HMS Hermes fő tüzérségi fegyverzetét.
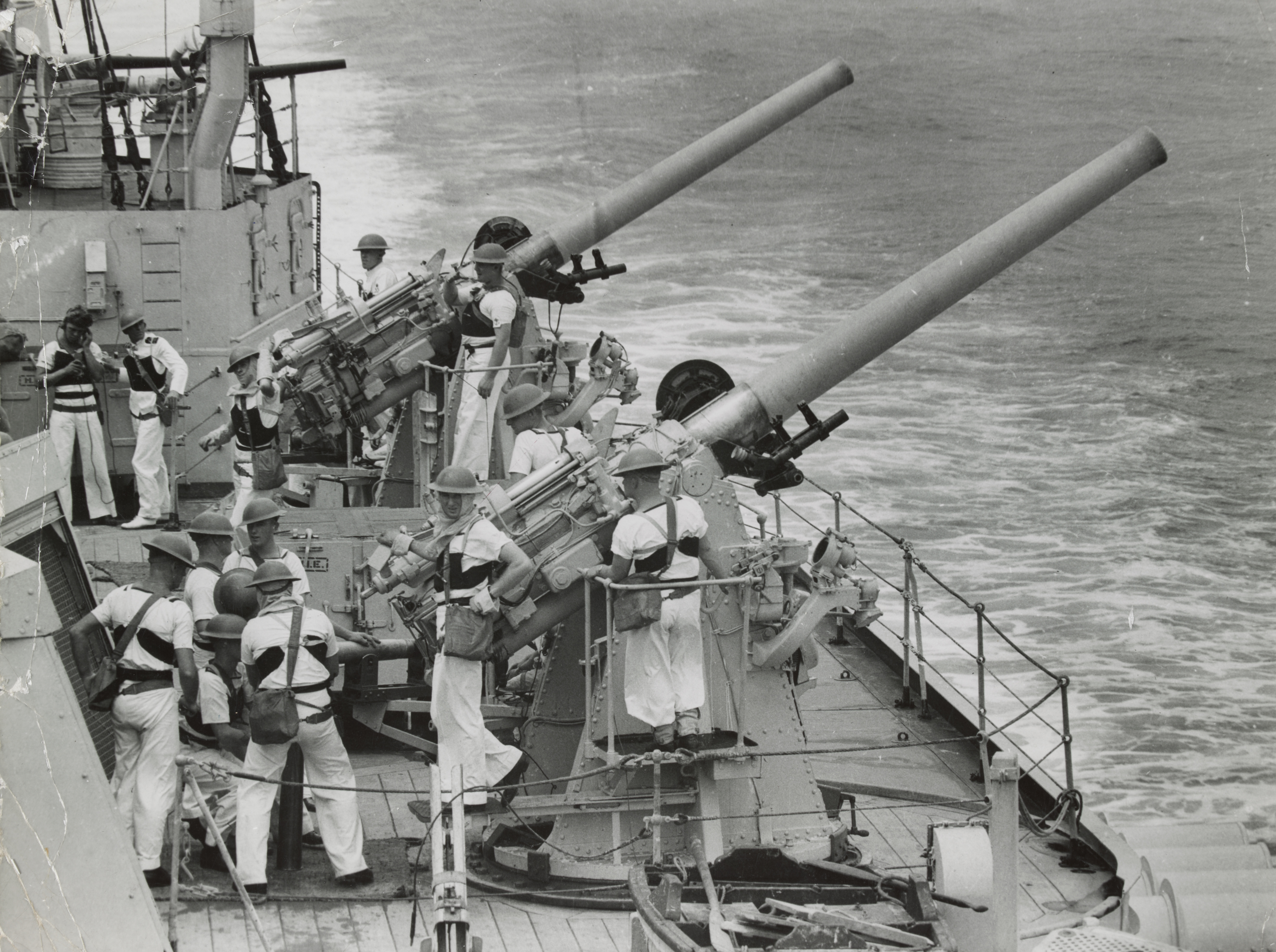
102 mm-es, L/45 QF Mk V légvédelmi ágyúk az HMAS Sydney ausztrál könnyűcirkáló fedélzetén. Előbb 3, majd 2 ilyen löveg alkotta az HMS Hermes nehéz légvédelmi fegyverzetét.
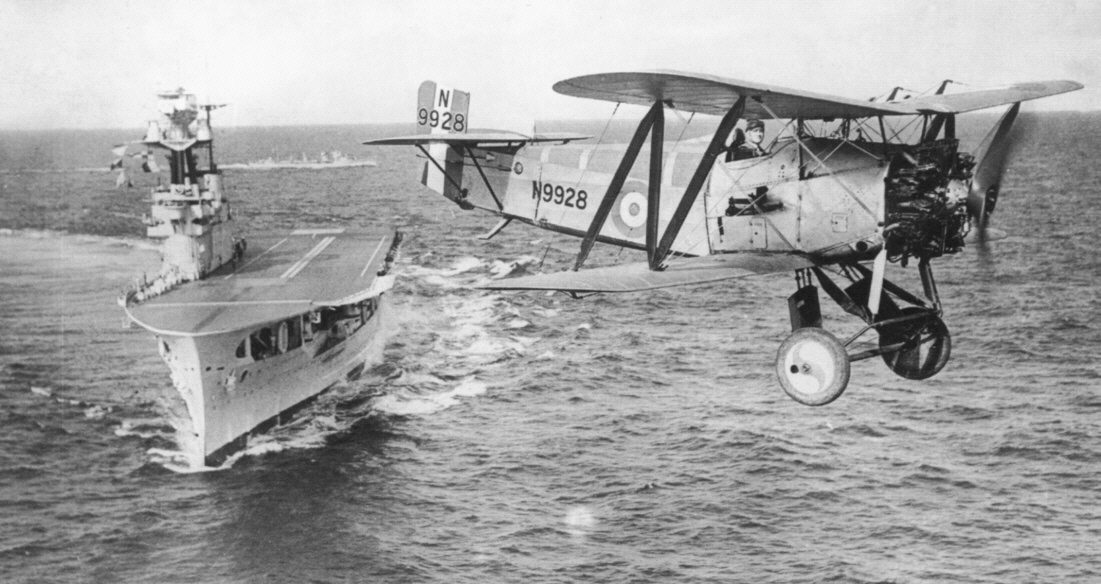
Egy Fairey Flycatcher vadászrepülőgép az HMS Eagle repülőgép-hordozó és egy romboló társaságában. A típus 1923 és 1934 között állt szolgálatban, az HMS Hermes fedélzetén is.

### Páncélzat
A páncélzat felépítése és elrendezése a Hawkins osztály nehézcirkálóiéra emlékeztetett, de azokénál vékonyabb volt. A 76 – 51 mm vastagságú övpáncél 25 mm-es lemezekkel csatlakozott a szintén 25 mm-es vértezettel védett repülőfedélzethez.

### Repülőcsoport
Az HMS Hermes repülőcsoportja maximum 20 repülőgépből állhatott. Pályafutása elején, az 1920-as években Gloster Nightjar, Parnall Plover, Fairey Flycatcher vadászrepülőgépek, Parnall Panther, Avro Bison, Fairey III, valamint R-1 Blackburn felderítő repülőgépek és Blackburn Dart torpedóbombázók szolgáltak rajta. Az 1930-as években modernebb típusok, mint Fairey Seal torpedóbombázók (1934-től), Hawker Osprey vadászrepülőgépek (1935-től). A II. világháborúban a legendás Fairey Swordfish torpedóbombázókat üzemeltette.
| Az HMS Hermes repülőcsoportja / év: | Vadászrepülőgép:       | Torpedóbombázó:        | Felderítő repülőgép: |
| ----------------------------------- | ---------------------- | ---------------------- | -------------------- |
| 1923                                | 7 db Fairey Flycatcher | 4 db Blackburn Dart    | 8 db Fairey IIIF     |
| 1935                                | 9 db Hawker Osprey     | 9 db Fairey Seal       | 0                    |
| 1939                                | 0                      | 12 db Fairey Swordfish | 0                    |

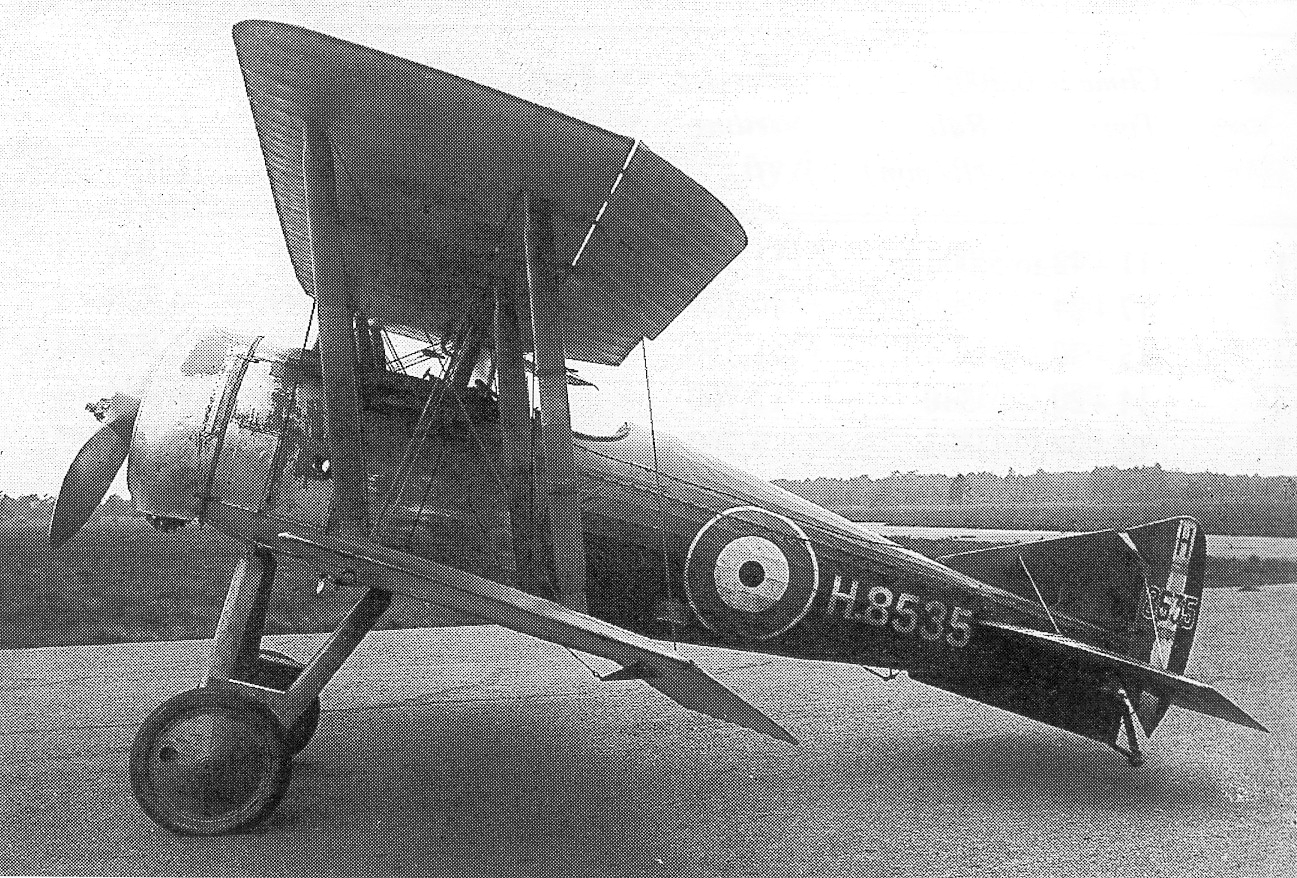
Gloster Nightjar brit vadászrepülőgép.
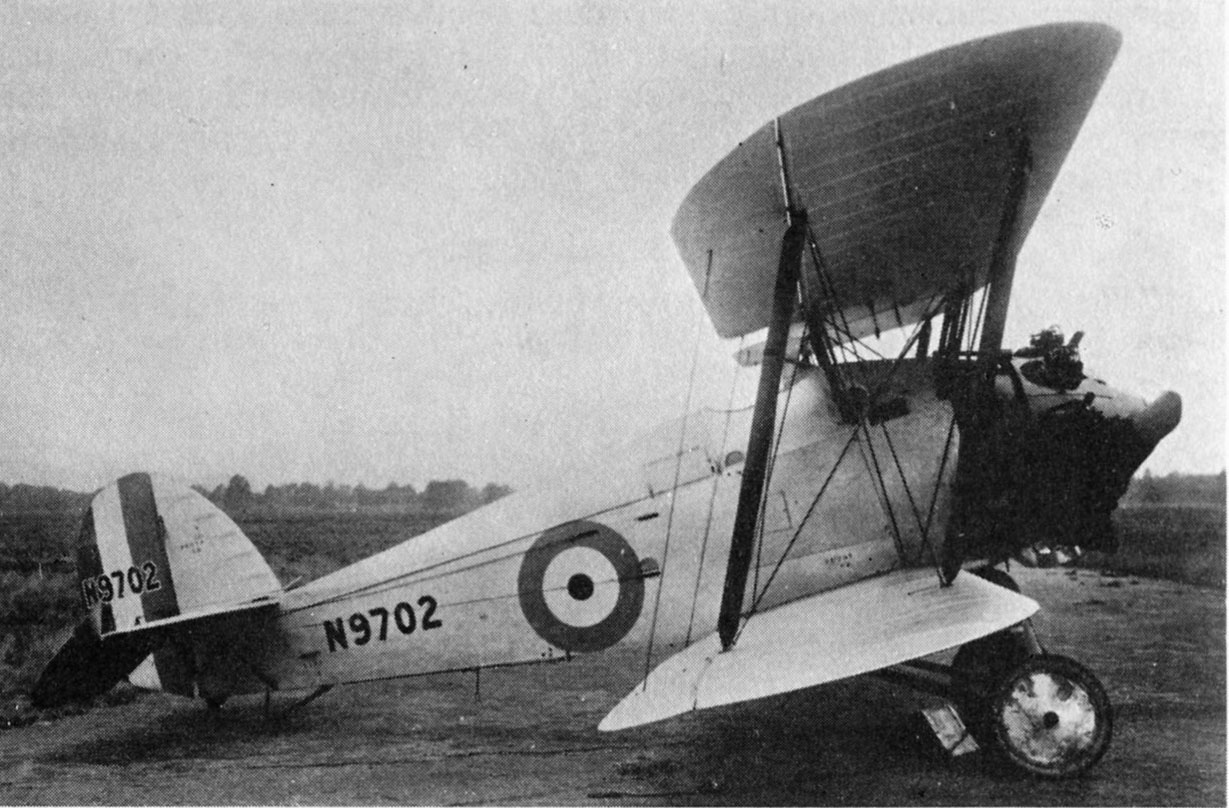
Parnell Plover brit vadászrepülőgép.
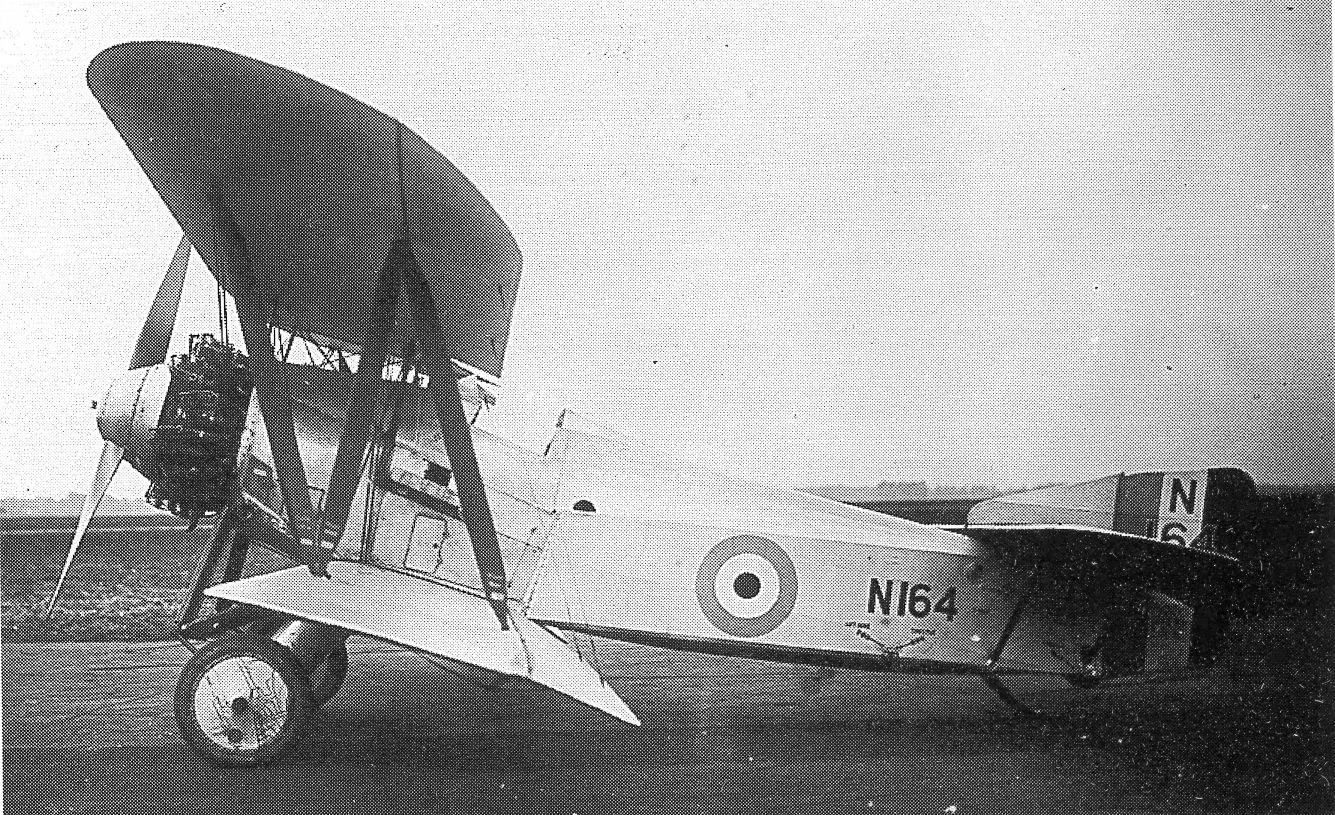
Fairey Flyatcher Mk I brit vadászrepülőgép.
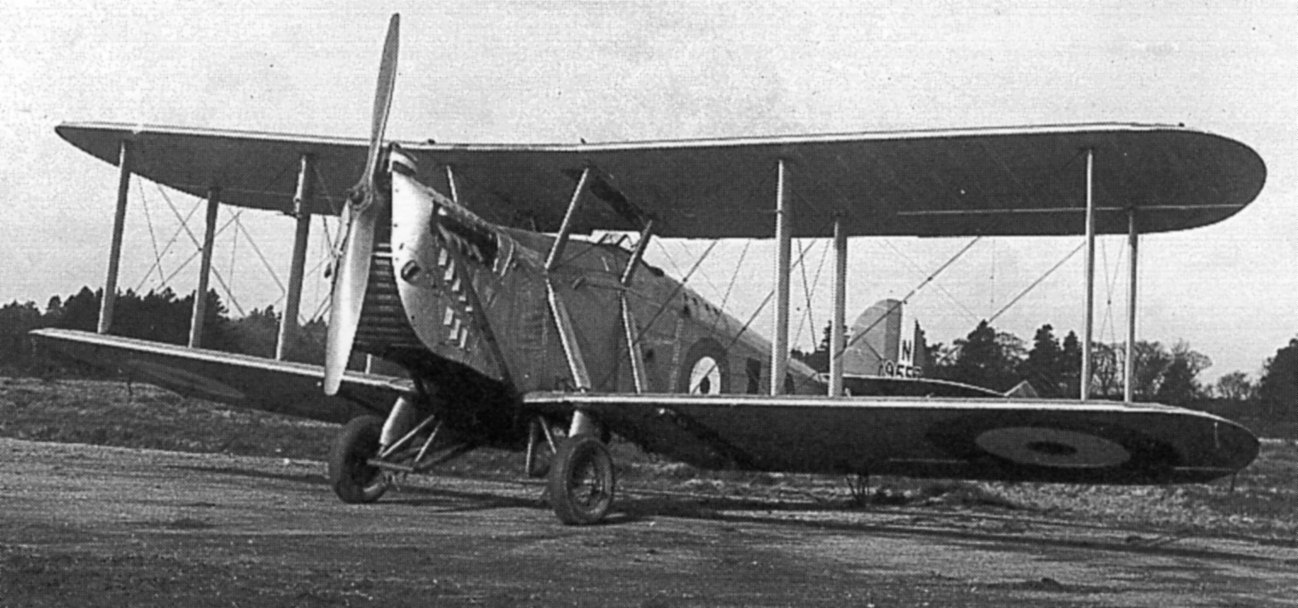
Blackburn Dart brit torpedóbombázó.
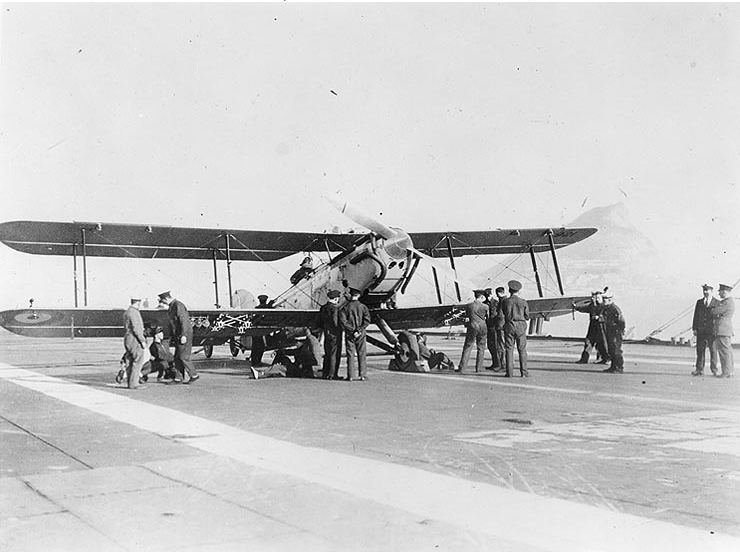
Fairey III felderítő repülőgép az HMS Furious hordozó fedélzetén.
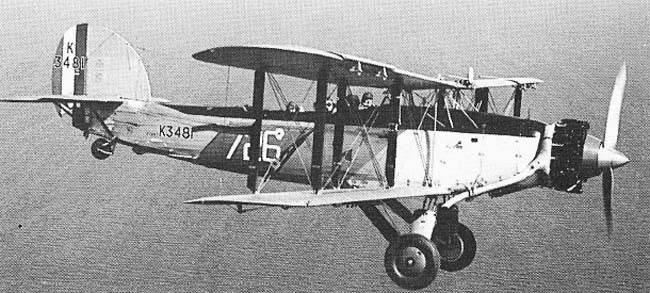
Fairey Seal brit torpedóbombázó.
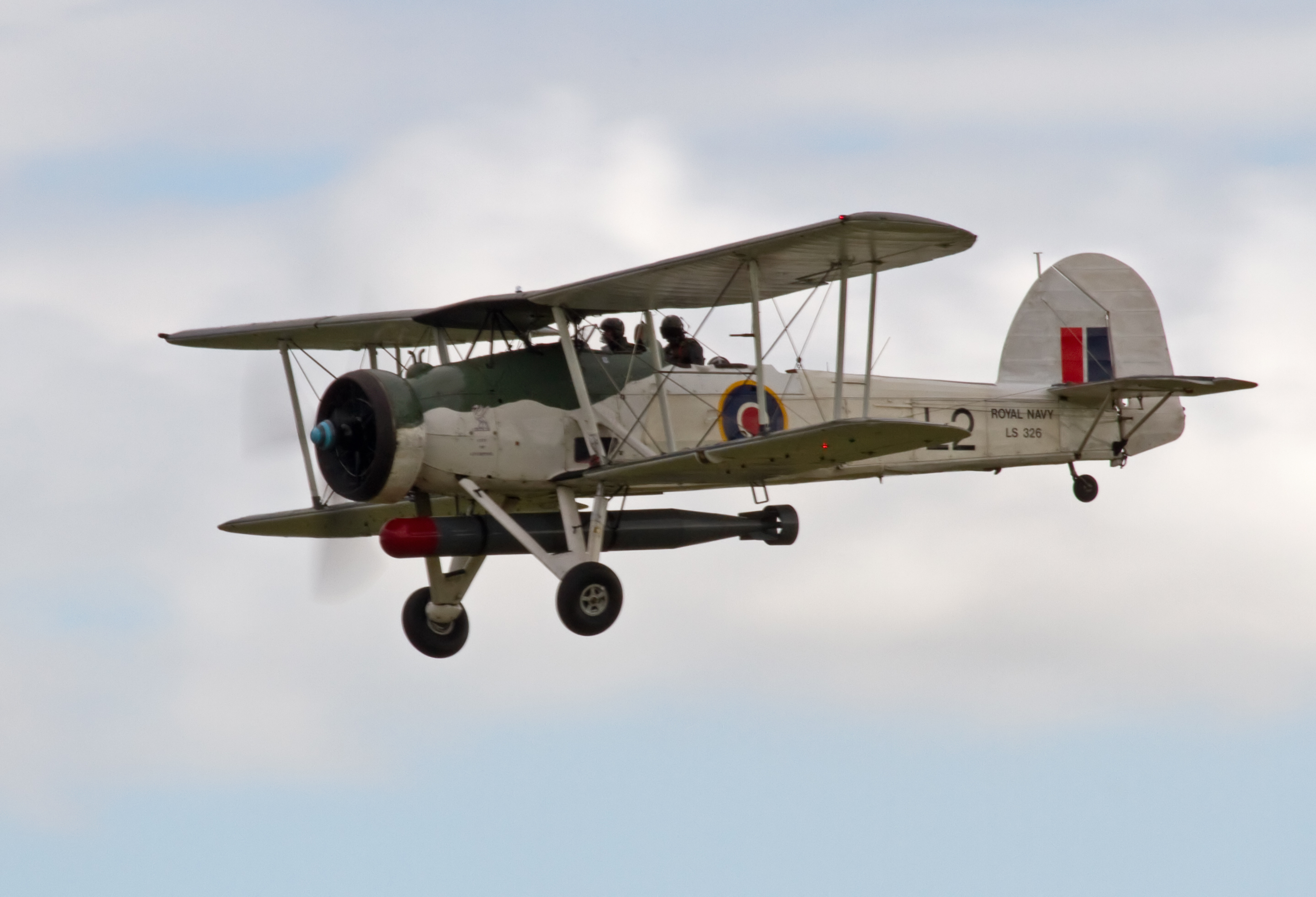
Fairey Swordfish brit torpedóbombázó.

## Pályafutása
1924-es szolgálatba állítása után az HMS Hermes előbb az Atlanti Flotta (Atlantic Fleet), majd a Mediterrán Flotta (Mediterranean Fleet), majd a Távol-keleti brit hajóraj, a China Station állományában szolgált, utóbbi állomáshelyén kínai kalózok ellen hadműveletekben is részt vett. 1937. január-márciusában az HMS Hermes és a Royal Air Force torpedóbombázói intenzív gyakorlatokat hajtottak végre a szingapúri brit flottabázis közelében, mely során az HMS Cumberland és az HMS Dorsetshire brit nehézcirkálók elleni torpedótámadásokat szimulálták. A hordozót 1938. július 16-án tartalékállományba helyezték. 

### II. világháború
Közvetlenül a II. világháború kitörését megelőzően, 1939. augusztus 24-én rövid felújítás után az HMS Hermes hordozót reaktiválták, fedélzetén a 814. század 12 db Fairey Swordfish torpedóbombázója szolgált. 1939 szeptemberében német tengeralattjárók elleni őrjáratokon vetették be Nagy-Britannia nyugati tengeri megközelítési útvonalain, azonban az HMS Courageous repülőgép-hordozó elsüllyesztése után visszavonták ebből a szerepkörből. 1939. október 7-től, a Dakart bázisként használó, vegyes brit-francia Force X részeként a Strasbourg csatahajóval alkotott egy hadművelet köteléket. 1940. július 7-8-án az HMS Hermes 814. századának Fairey Swordfish torpedóbombázói támadást intéztek a Dakar kikötőjében horgonyzó, a németekkel kollaboráló francia Vichy-kormányt szolgáló Richelieu csatahajó ellen, egy torpedó megrongálta az óriás egyik hajócsavarját. Megtorlásul a francia légierő eredménytelen csapást mért az HMS Hermes-re. 1940. december 2-án a D-osztályú HMS Dragon brit könnyűcirkáló társaságában Szent Ilona szigetéről, mint bázisról a német Admiral Scheer zsebcsatahajóra és német felfegyverzett kereskedelmi hajókra vadásztak az Atlanti-óceán déli részén. 1941. február 4-én a brit HMS Shropshire és az HMS Hawkins nehézcirkálókkal Olasz Kelet-Afrika blokádjában vettek részt. 1941. február 22-én az HMS Glasgow könnyűcirkáló egy felderítő repülőcsónakja észlelte az Admiral Scheer zsebcsatahajót, de a németek még az HMS Hermes légicsapása előtt sikeresen visszavonultak. 1941. márciusától az HMS Hermes a brit hadműveleteket támogatta a Perzsa-öbölben, Bászra térségében, júniustól az Indiai-óceánon járőrözött Brit Ceylon és a Seychelles-szigetek között. 1941. november 19-től 1942. január 31-ig az HMS Hermes-t a dél-afrikai brit flottabázison, Simonstown hadikikötőjében nagyjavításnak vetették alá. Ezt követően az HMS Hermes a Sir James Somerville (1882-1949) tengernagy parancsnokolta brit Keleti Flotta (Eastern Fleet) kötelékébe került, mely 5 db csatahajóból, 2 db repülőgép-hordozóból, 1 db könnyű repülőgép-hordozóból, 2 db nehézcirkálóból, 5 db könnyűcirkálóból, 15 db rombolóból és 7 db tengeralattjáróból állt. 1942. február 19-től az ausztrál HMAS Vampire romboló társaságában tengeralattjáró elhárító őrjáratokon vett részt Brit Ceylon körül. 1942. márciusától a Keleti Flotta Sir Algernon Willis (1889-1976) altengernagy parancsnokolta Force B hajórajába sorolták. A Force B ekkor 4 db Revenge osztályú csatahajóból (HMS Revenge, HMS Ramillies, HMS Resolution, HMS Royal Sovereign), az HMS Hermes könnyű repülőgép-hordozóból, 2 db brit könnyűcirkálóból (HMS Caledon, HMS Dragon), 1 db holland könnyűcirkálóból (Jacob van Heemskerck), valamint négy brit (HMS Decoy, HMS Fortune, HMS Griffin, HMS Scout), 2 db ausztrál (HMAS Vampire, HMAS Norman) és 1 db holland rombolóból (Isaac Sweers) állt. A Colombo-t ért japán hordozós légicsapás után az HMS Hermes-t és az HMAS Vampire rombolót Trincomalee brit hadikikötőjébe rendelték, hogy felkészüljenek a Vichy kormány uralma alatt álló Francia Madagaszkár tervezett brit inváziójának (Operation Ironclad) fedezésére. A 814. századot a hordozó ekkor partra tette. 1942. április 9-én jelentés érkezett, hogy újabb japán hordozós légicsapás várható, ezért az HMS Hermes és kísérete elhagyta  hadikikötőt és Ceylon partjai mentén délre hajózott, azonban a japán Haruna csatahajó egy felderítő repülőgépe felfedezte őket. A brit hírszerzés elfogta és feltörte japán rádióforgalmat, óvintézkedésként az HMS Hermes-t visszarendelték Trincomalee-ba, továbbá intézkedtek vadászrepülő-fedezetről is. A Nagumo Csúicsi (1887-1944) tengernagy parancsnokolta japán flottakötelék 5 db repülőgép-hordozóból (Akagi, Sókaku, Zuikaku, Hirjú, Szórjú), 4 db Kongó osztályú csatahajóból (Kongó, Kirisima, Haruna, Hiei), 7 db cirkálóból és 19 db rombolóból állt. 1942. április 9-én a japánok masszív légicsapást mértek az HMS Hermes hordozóra és kísértére. A támadó repülőcsoport összesen 85 db Aicsi D3A Val zuhanóbombázóból és 9 db Mitsubishi A6M Zero vadászgépből állt. Az HMS Hermes 6 db szárazföldi bázisú Fairey Fulmar vadászgépből álló fedezete ellenére számtalan bombatalálatot kapott, kigyulladt, felborult majd elsüllyed, vele együtt merült el hűséges kísérője, az HMAS Vampire romboló is. 600 túlélőt egy közelben tartózkodó brit kórházhajó mentett ki.

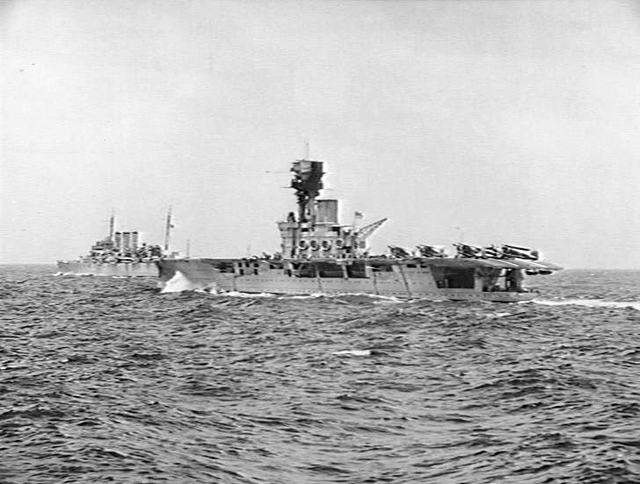
Az HMS Hermes 1940 júniusában, fedélzetén Fairey Swordfish repülőgépekkel, az HMS Dorsetshire brit nehézcirkáló társaságában.
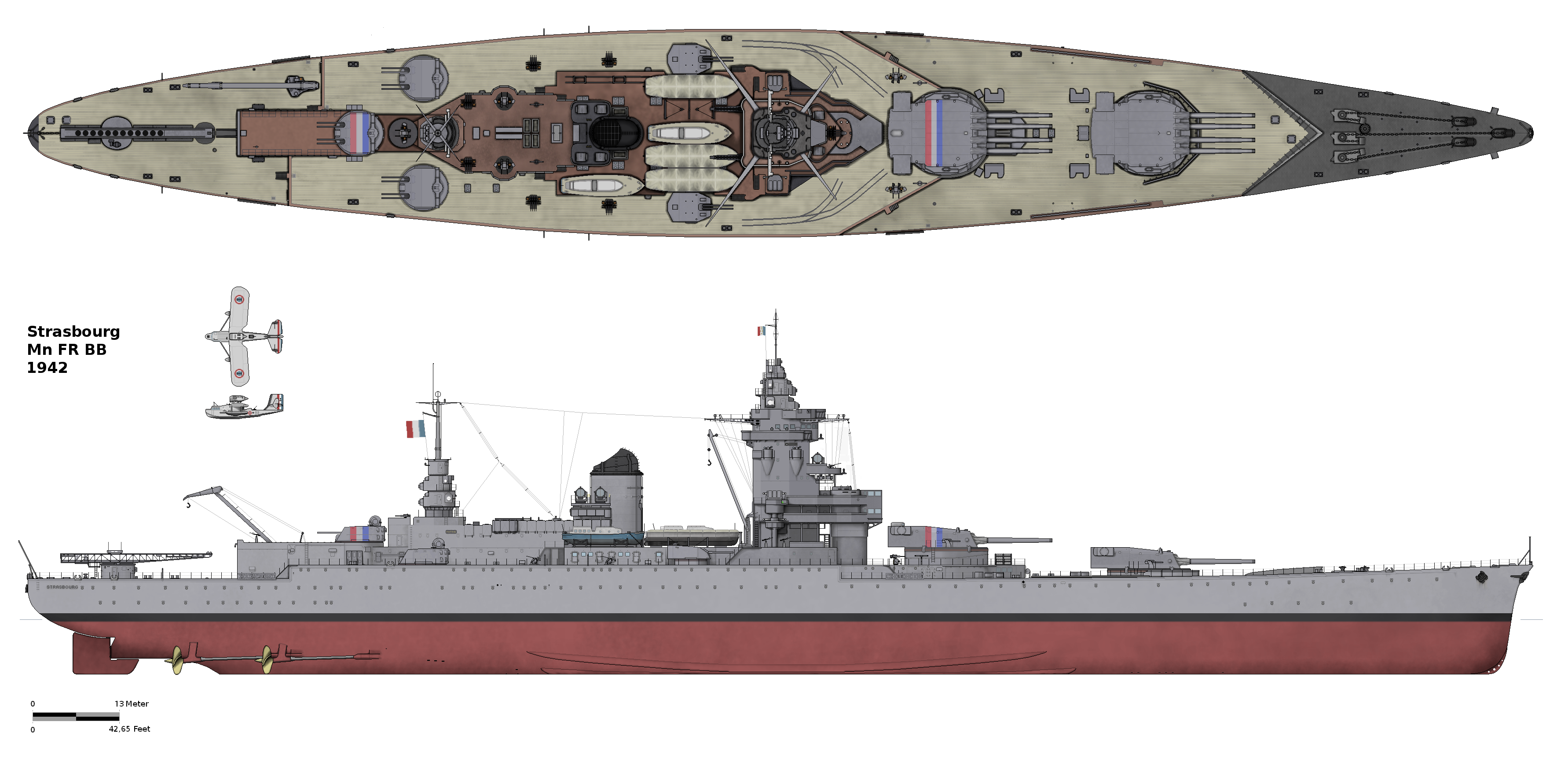
A Strasbourg francia csatahajó. 1939 októbere és 1940 februárja között megszakításokkal az HMS Hermes hordozóval egy kötelék, a Force X állományába tartozott.
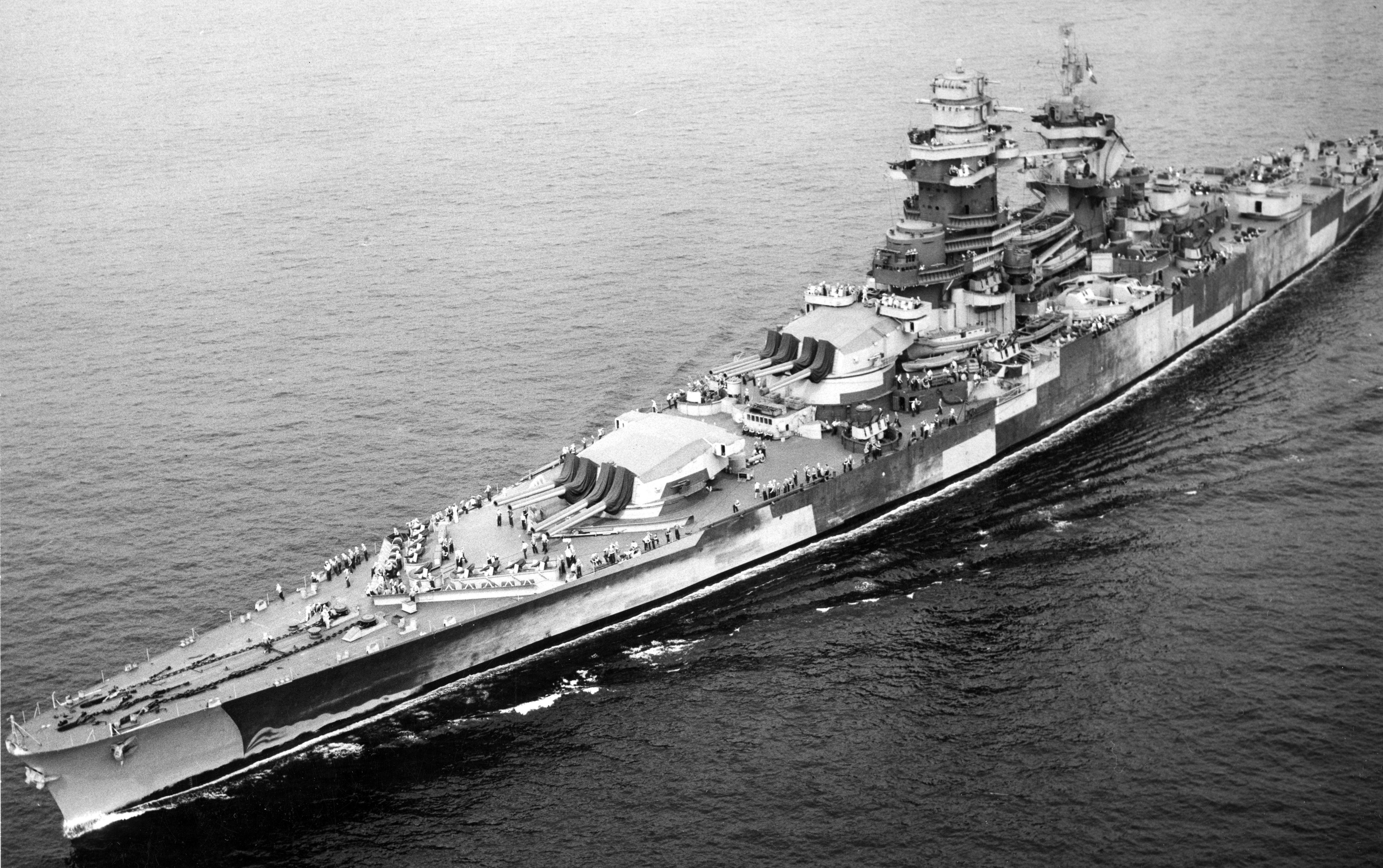
A Richelieu csatahajó volt a II. világháború legnagyobb méretű francia hadihajója.
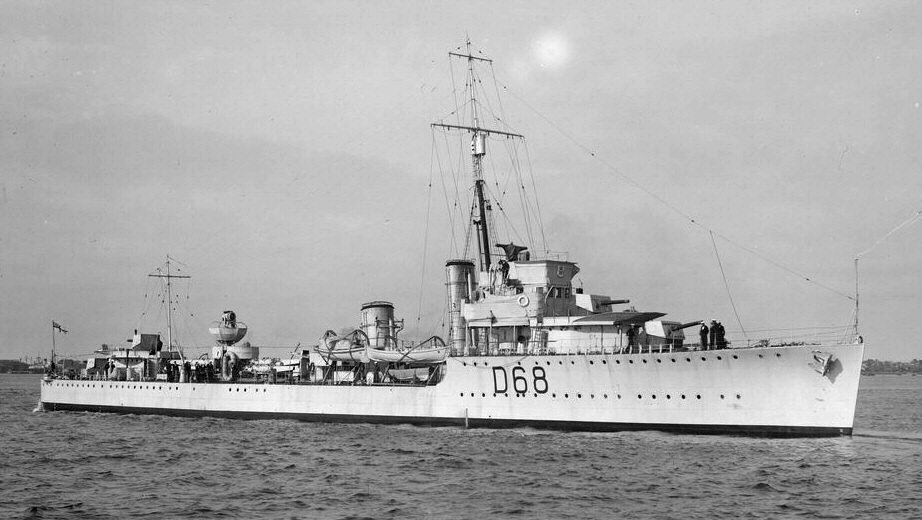
A brit V-osztályba tartozó HMAS Vampire ausztrál romboló.
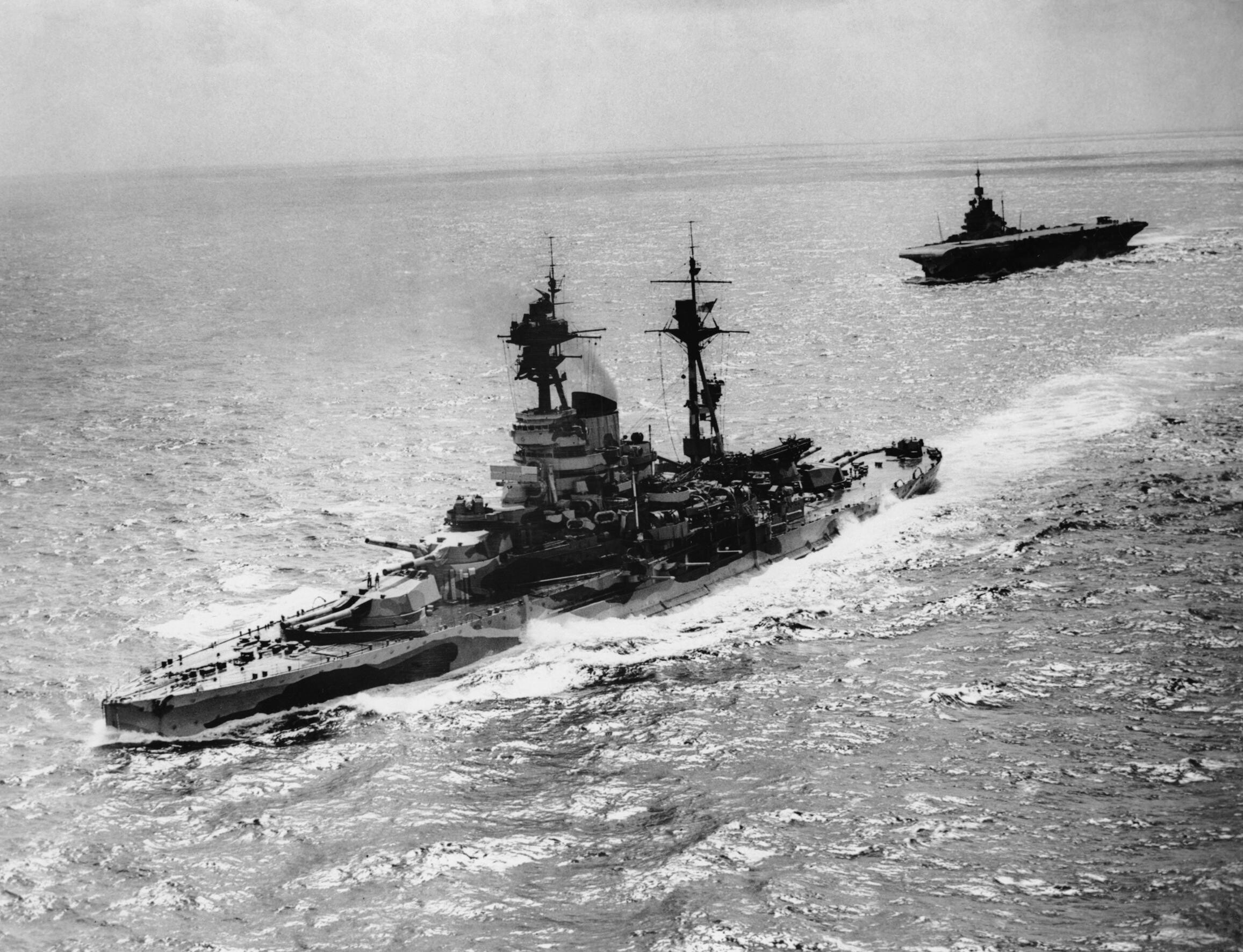
Az HMS Resolution brit csatahajó, mely 1942 tavaszán az HMS Hermes hordozóhoz hasonlóan a Keleti Flotta Force B kötelékébe tartozott. A háttérben az Illustrious osztályú HMS Formidable repülőgép-hordozó látható.
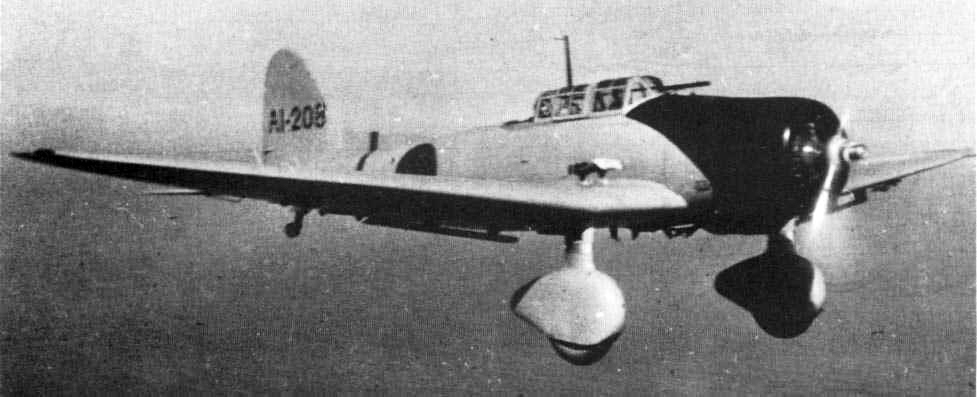
Japán Aicsi D3A1 zuhanóbombázó. 85 db ilyen típusú repülőgép támadása okozta az HMS Hermes pusztulását.
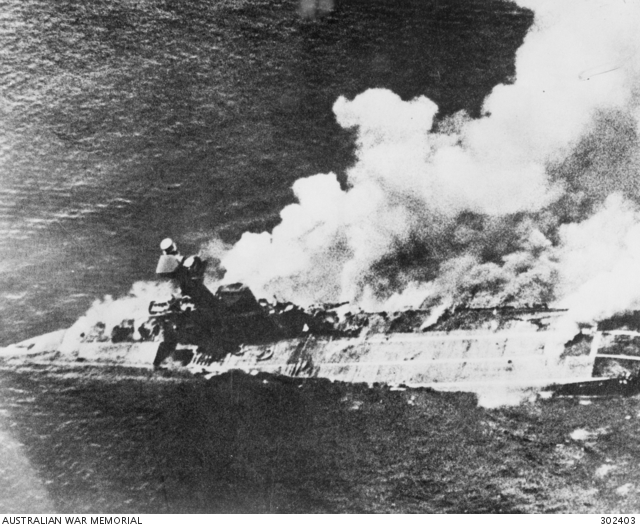
A japán repülőgép-hordozók gépeinek 1942. április 9-i támadása után süllyedő HMS Hermes.

## Fleet Tender C, az ál-HMS Hermes
A Royal Navy a 145,5 méter hosszú SS Mamari III (ex-SS Zealandic) személyszállító hajót 1939 szeptemberében megvásárolta, majd Fleet Tender C néven az HMS Hermes könnyű repülőgép-hordozó dublőrévé, hasonmásává alakította át. A cél az ellenség megtévesztése volt, az átépített hajó felépítményei vitorlavászonból és fából készültek. A Fleet Tender C 1941. június 4-én útban a Chatham-i dokkok felé, ahol teherhajóvá kellett volna átépíteni egy 1941. április 8-án tengeri akna által elsüllyesztett hajó roncsába ütközött és megfeneklett. A Fleet Tender C ezt követően német gyorsnaszádok (Schnellboot) torpedótámadása következtében megsemmisült.

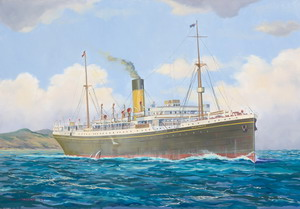
Az SS Mamari III eredeti alakjában.
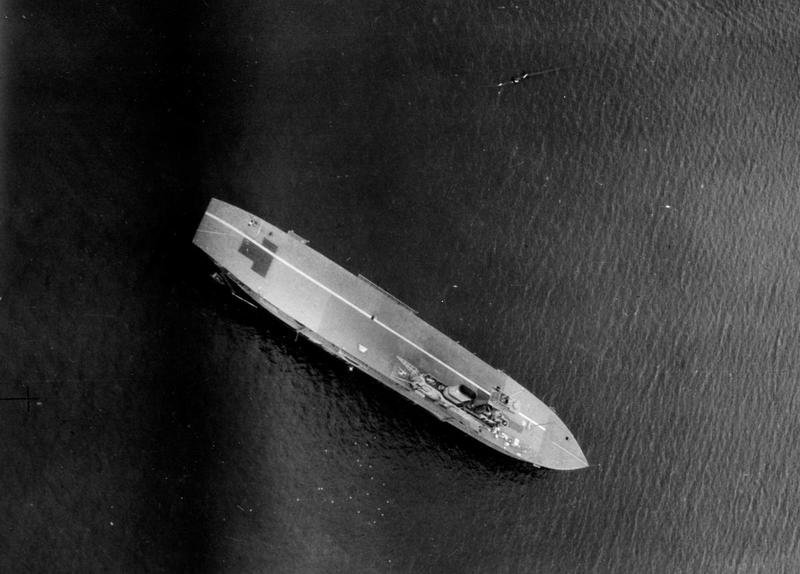
A Fleet Tender C (ex-SS Mamari III) az HMS Hermes könnyű repülőgép-hordozó dublőrévé alakított állapotában.
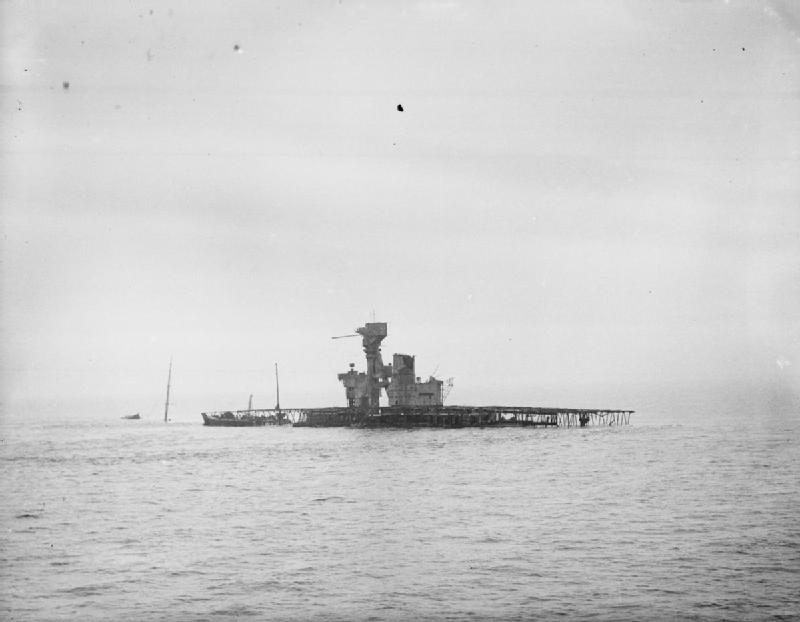
A Fleet Tender C roncsa 1941 októberében.

## A másodikHMS Hermes(R12) repülőgép-hordozó
A Centaur osztály eredetileg HMS Elephant néven 1944-ben építeni kezdett negyedik egységét 1959-ben HMS Hermes (R12) néven állította szolgálatba a Royal Navy. A 28 000 tonnás hordozó 1982-ben brit zászlóshajóként szolgált a Falklandi háborúban. Az egységet 1984-ben leselejtezték, ezt követően 1987-ban India vásárolta meg, 2017-ig INS Viraat néven ennek flottájában szolgált.

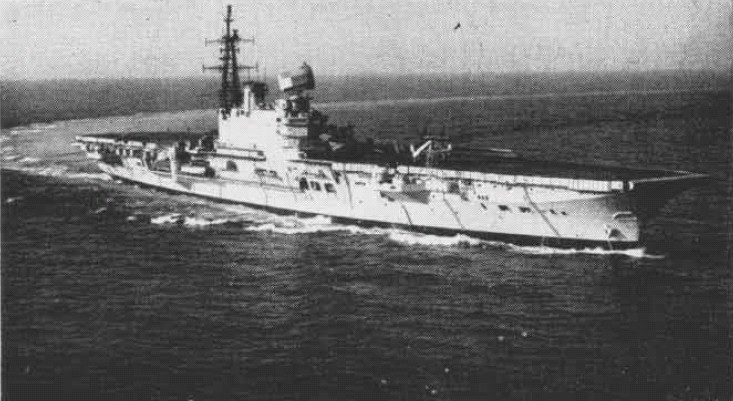
Az HMS Hermes (R12)  brit repülőgép-hordozó pályafutása elején, 1962-ben.
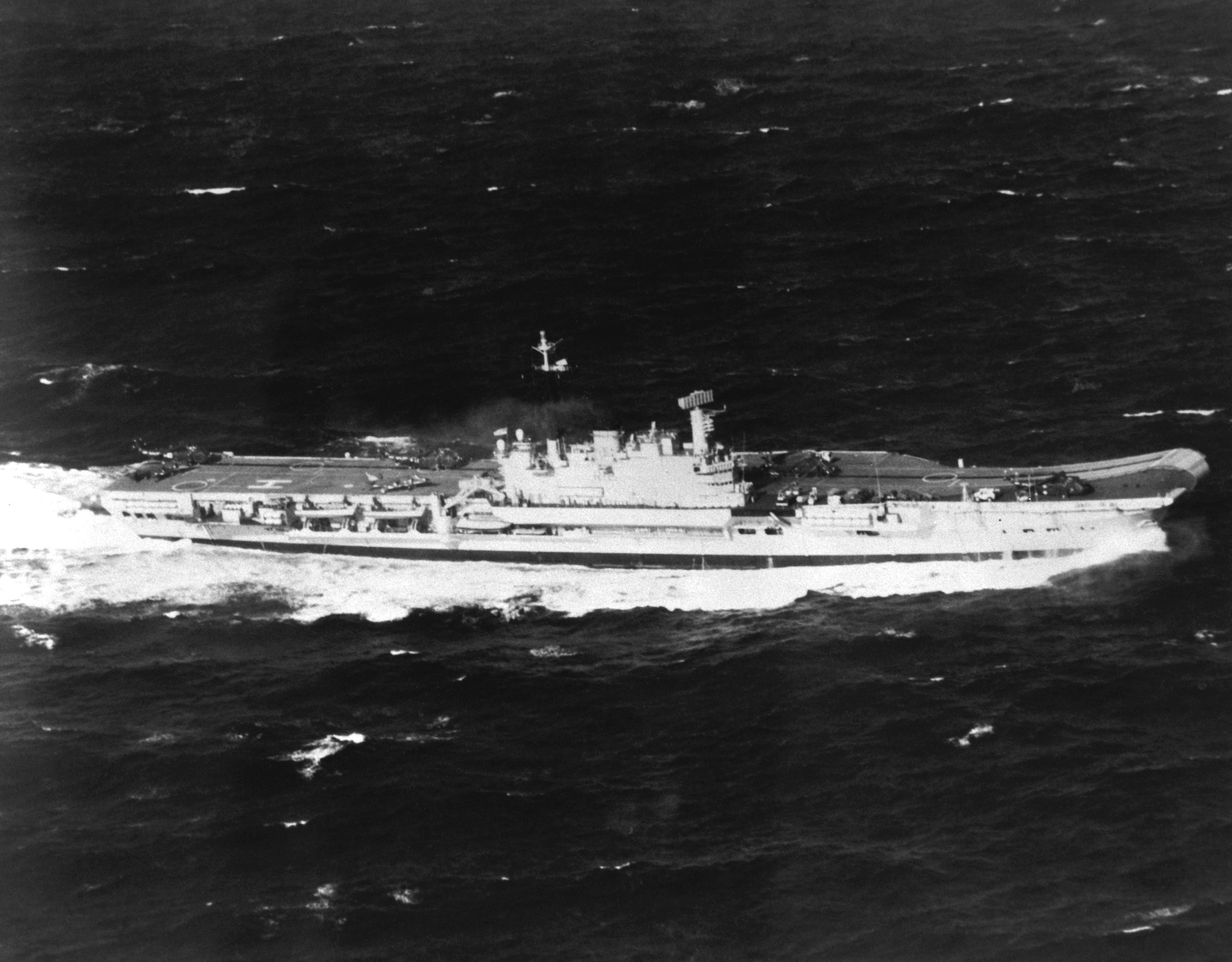
Az HMS Hermes (R12) brit repülőgép-hordozó 1982. március 16-án.
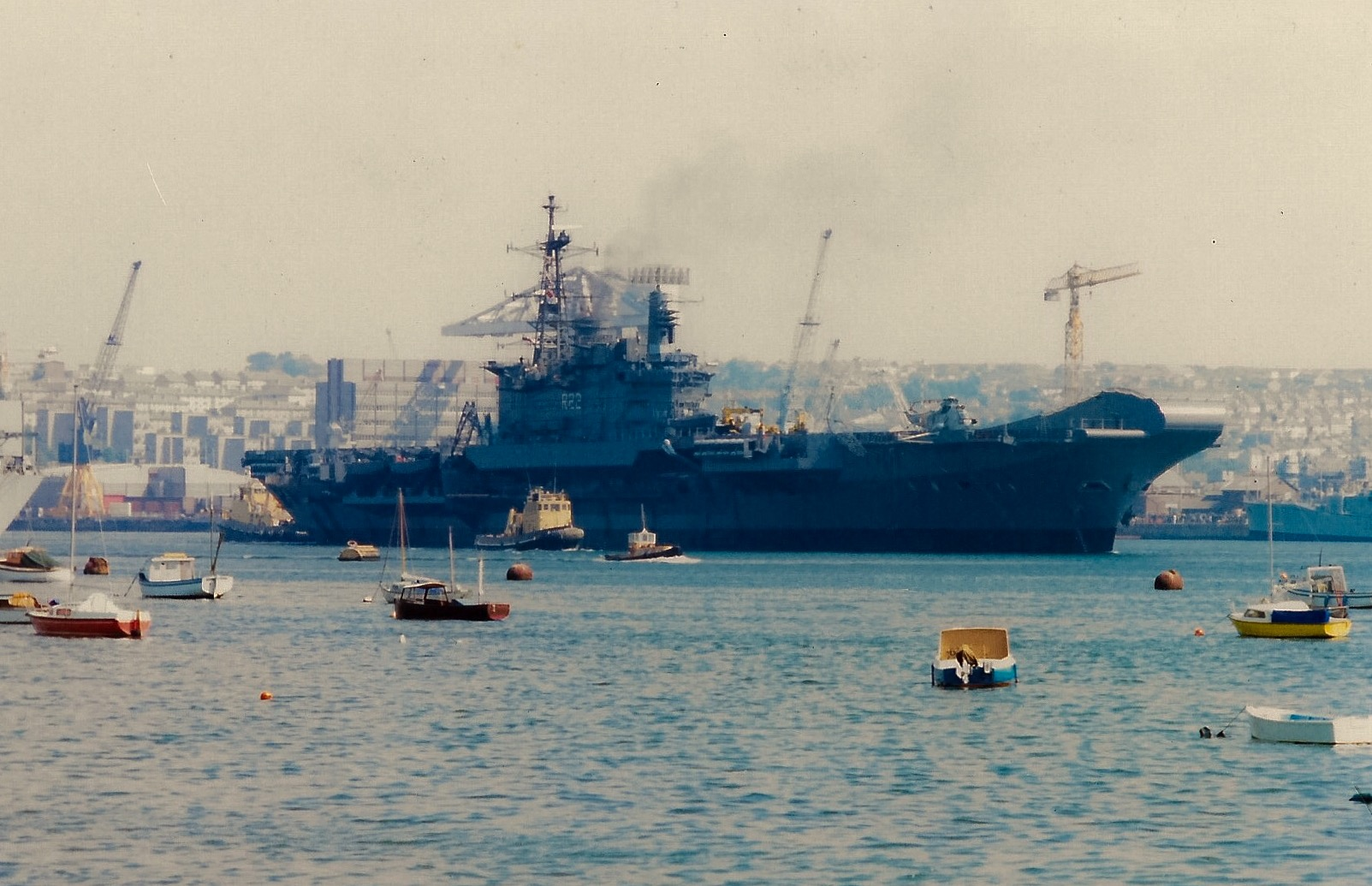
Az INS Viraat (ex HMS Hermes) kifutás közben Devonport Dockyard-ból, úton India felé.
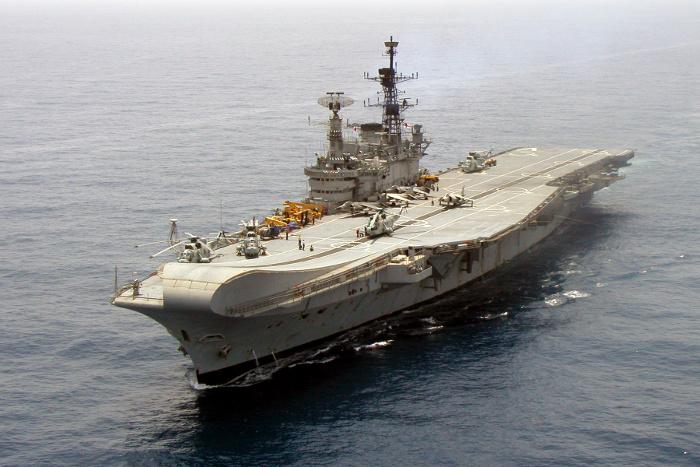
Az INS Viraat (ex HMS Hermes) 2002-ben.